# Elisha

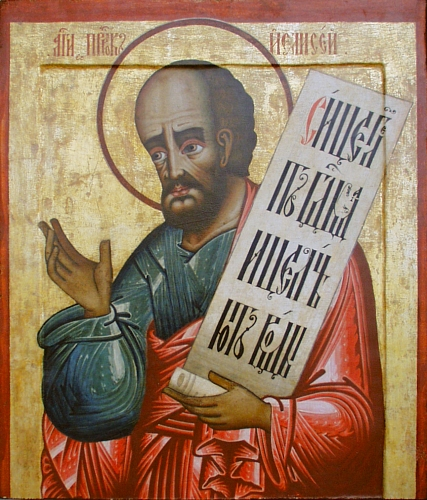
Rysk ikon från 1700-talet

Elisha, i många bibelöversättningar Elisa, är en av profeterna i Gamla Testamentet i Bibeln. Han kallas till profeten Elias efterträdare genom att denne lägger sin mantel på honom. När Elia sedermera lämnar den här världen tar Elisha upp hans mantel och för därmed vidare sin läromästares profettradition. Jämför uttrycket "att plocka upp någons fallna mantel".
En av de mest kända berättelserna om Elisha är när han uppmanar den spetälskesjuke arameiske överbefälhavaren Naaman att sju gånger doppa sig i floden Jordan för att bli frisk. Efter övertalning från sina följeslagare lyder Naaman profetens råd och blir botad.
Elisha dör under kung Joash regering, cirka 845 f.Kr. (2 Kung 13:14–21). Berättelserna om Elisha återfinns framför allt i Andra Kungabokens 13 första kapitel.